# Jiskairumoko
Koordinaten: 16° 12′ 40″ S, 69° 45′ 50″ W

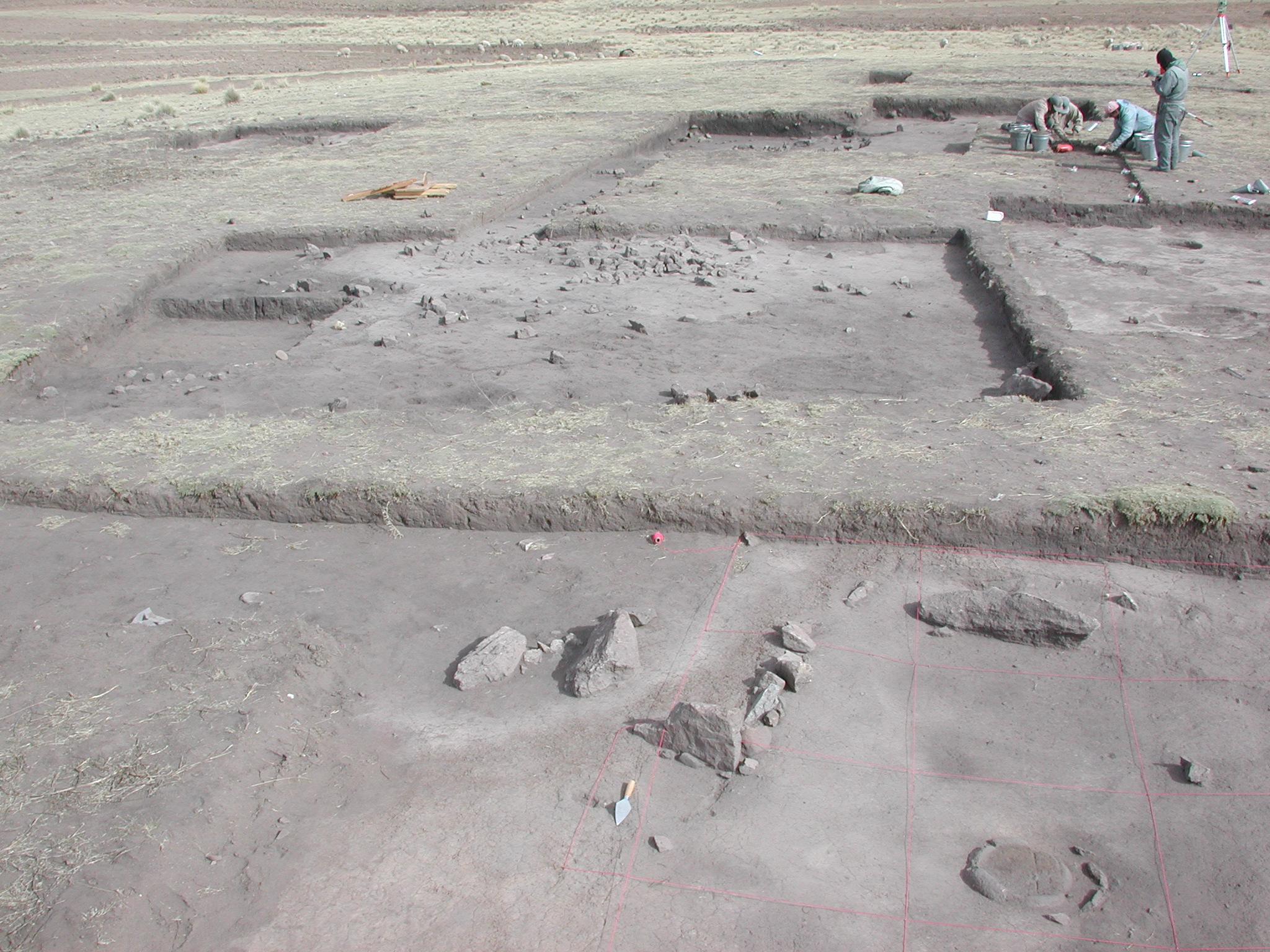
Ausgrabungen 2002

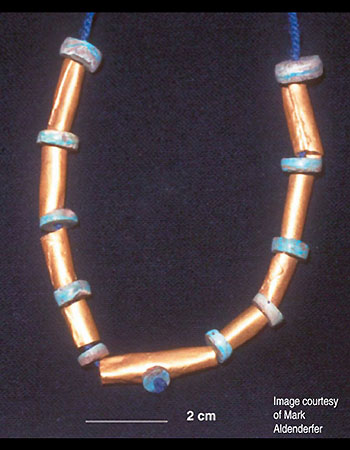
Goldene Halskette aus Jiskairumoko

Jiskairumoko, auch Jisk'a Iru Muqu, ist ein archäologischer Fundort in Peru unweit des Titicacasees in der Region Puno.

## Name
Der Name ist eine Kombination aus den Aymara-Wörtern jiska ‚klein‘, iru (ein bestimmtes Horstgras) und moko ‚kleiner Hügel‘. Jiskairumoko bedeutet also ‚ein kleiner Hügel mit Horstgras‘.

## Ausgrabung
Der Fundort wurde 1994 von Mark Aldenderfer beschrieben. Die ersten Ausgrabungen fanden 1995 statt. Jiskairumoko ist die erste archäologische Ausgrabung im Becken des Titicaca-Sees. Weitere Ausgrabungen fanden 1999 bis 2004 statt. Das Ausgrabungsgelände hat eine Fläche von etwa 4000 m².

## Resultate und Interpretationen
Die Funde stammen aus einem Zeitraum zwischen 3000 und 1400 v. Chr.
Hervorzuheben sind die Grabbeigaben, insbesondere der älteste Goldschmuck Amerikas, der auf etwa 2155 bis 1936 v. Chr. datiert werden konnte.
Auf Steinwerkzeugen, die in Jiskairumoko ausgegraben wurden, wurden die bisher ältesten bekannten Spuren einer Kultivierung von Kartoffeln entdeckt.